# Philadelphia 76ers 2008-2009
La stagione 2008-09 dei Philadelphia 76ers fu la 60ª nella NBA per la franchigia.
I Philadelphia 76ers arrivarono secondi nella Atlantic Division della Eastern Conference con un record di 41-41. Nei play-off persero al primo turno con gli Orlando Magic (4-2).

## Roster
| N° | Naz.                   | Ruolo | Sportivo          | Anno | Alt. | Peso |
| -- | ---------------------- | ----- | ----------------- | ---- | ---- | ---- |
| 1  | Canada (bandiera)      | C     | Samuel Dalembert  | 1981 | 211  | 113  |
| 4  | Stati Uniti (bandiera) | G     | Kareem Rush       | 1980 | 198  | 98   |
| 7  | Stati Uniti (bandiera) | G     | Andre Miller      | 1976 | 188  | 91   |
| 8  | Stati Uniti (bandiera) | A     | Donyell Marshall  | 1973 | 206  | 99   |
| 9  | Stati Uniti (bandiera) | GA    | Andre Iguodala    | 1984 | 198  | 94   |
| 12 | Stati Uniti (bandiera) | G     | Royal Ivey        | 1981 | 191  | 91   |
| 16 | Stati Uniti (bandiera) | A     | Marreese Speights | 1987 | 208  | 111  |
| 21 | Stati Uniti (bandiera) | A     | Thaddeus Young    | 1988 | 203  | 100  |
| 23 | Stati Uniti (bandiera) | G     | Lou Williams      | 1986 | 188  | 79   |
| 30 | Stati Uniti (bandiera) | A     | Reggie Evans      | 1980 | 203  | 111  |
| 33 | Stati Uniti (bandiera) | G     | Willie Green      | 1981 | 193  | 91   |
| 42 | Stati Uniti (bandiera) | A     | Elton Brand       | 1979 | 203  | 125  |
| 50 | Stati Uniti (bandiera) | AC    | Theo Ratliff      | 1973 | 208  | 102  |

## Staff tecnico
- Allenatori: Maurice Cheeks (9-14) (fino al 13 dicembre)[1], Tony DiLeo (32-27)
- Vice-allenatori: John Loyer, Jim Lynam, Jeff Ruland
- Vice-allenatori per lo sviluppo dei giocatori: Aaron McKie, Bernard Smith, Moses Malone